# Конаржевский, Генрих Альбертович
Генрих Альбертович Конаржевский (22 марта 1833 — 3 октября 1906) — инженер-генерал, начальник инженеров Петербургского военного округа.

## Биография
Католик. Из дворян Варшавской губернии.
Окончил 1-й кадетский корпус и Николаевское инженерное училище с отличием (1853), выпущен прапорщиком в лейб-гвардии Московский полк
4 апреля 1855 прикомандирован к 1-му Московскому кадетскому корпусу. В 1855 году принимал участие в обороне Севастополя. 12 марта 1857 переведен в лейб-гвардии Саперный батальон. 4 апреля 1858 назначен заведующим по устройству водопроводов в Красном селе и корпусному строительству. 2 ноября 1862 командирован за границу для изучения воинских учреждений в Венсене и Вене. 30 августа 1863 произведен в полковники. 12 августа 1864 переименован в военные инженеры.
30 августа 1873 произведен в генерал-майоры, 29 февраля 1876 назначен начальником инженеров Петербургского военного округа. 30 августа 1882 — генерал-лейтенант, 23 декабря 1896 назначен состоять в распоряжении военного министра (до 3.08.1898), с отчислением от должности начальника инженеров. 1 января 1897 произведен в инженер-генералы. 3 августа 1898 стал членом Александровского комитета о раненых.
Уволен в отставку 3 января 1906. 

## Награды
- орден Святого Станислава 2-й ст. с мечами (1859)
- императорская корона к ордену Святого Станислава (1865)
- орден Святого Владимира 4-й ст. (30.08.1867)
- орден Святой Анны 2-й ст. с Императорской короной (30.08.1871)
- орден Святого Владимира 3-й ст. (15.12.1874)
- орден Святого Станислава 1-й ст. (30.8.1878)
- орден Святой Анны 1-й ст. (30.8.1878)
- орден Святого Владимира 2-й ст. (1885)
- орден Белого Орла (1888)
- орден Святого Александра Невского (22.3.1898)
- Знак Отличия за LX лет беспорочной службы (1904)